# Österreichisch-tschechoslowakische Beziehungen

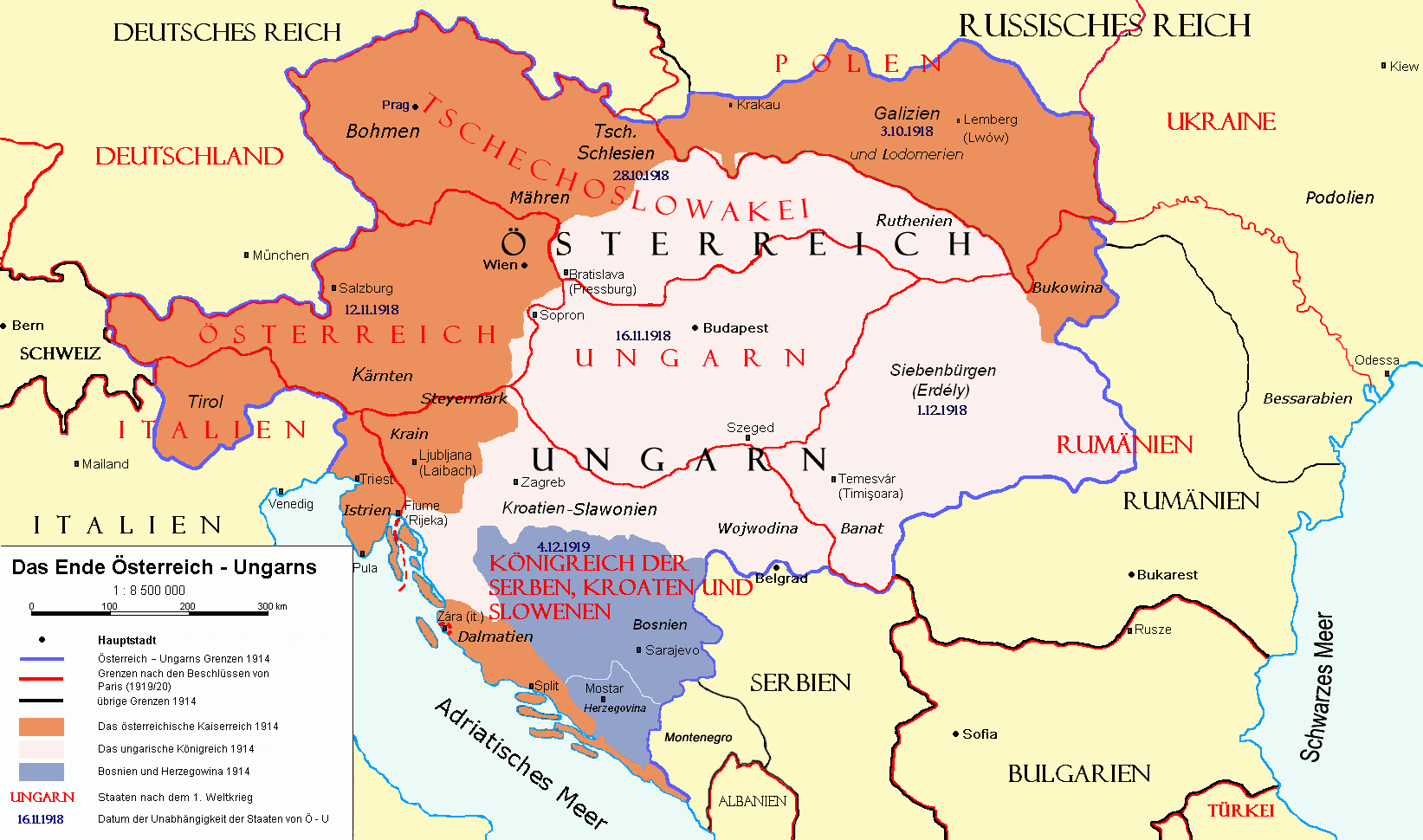
Die Aufteilung Österreich-Ungarns nach dem Ersten Weltkrieg

Die österreichisch-tschechoslowakischen Beziehungen begannen nach der Auflösung der Habsburgermonarchie im Jahr 1918. Die Gebiete der Tschechoslowakei waren ebenso wie das heutige Österreich zuvor Teil dieses Vielvölkerstaats gewesen. Die politischen Beziehungen erwiesen sich in der Folge selten als spannungsfrei. Besonders in der Zeit nach dem Zweiten Weltkrieg belasteten Aspekte wie die Vertreibung der Sudetendeutschen, Territorialansprüche und die zunehmende ideologische Polarisierung, die im Kalten Krieg mündete, das Verhältnis zwischen Österreich und der Tschechoslowakei nachhaltig. Die Tschechoslowakei zerfiel 1992 und seit 1. Jänner 1993 existieren zwei unabhängige Staaten auf dem ehemaligen Territorium, Tschechien und die Slowakei.

## Vorgeschichte
Die politischen Beziehungen des Herrscherhauses Habsburg-Lothringen bzw. des k. k. Reiches ab 1867 zum Reichsteil der Böhmischen Länder vor 1918 wurden von den Autonomiebestrebungen der tschechischen Bevölkerung und der damit einhergehenden Umstrukturierung in der Verwaltung des Habsburgerreichs im 19. Jahrhundert nachhaltig geprägt. Zu den Ländern der Böhmischen Krone gehörten Böhmen, Mähren und Österreichisch-Schlesien.

### Revolution 1848/1849

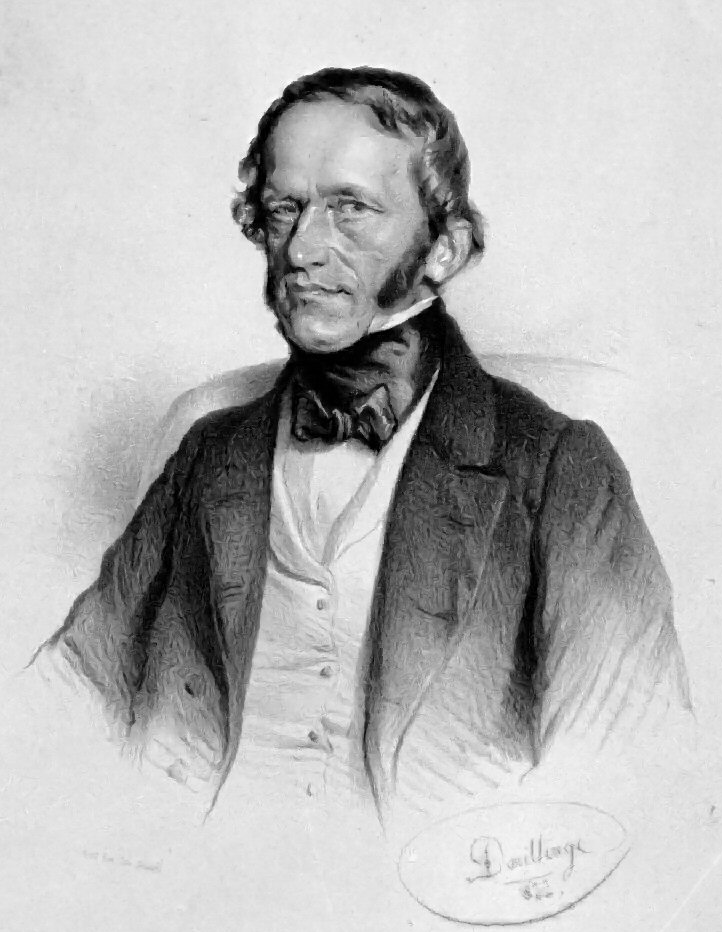
František Palacký, Lithographie von Adolf Dauthage (1855)

Parallel zur Revolution 1848/1849 in Wien kam es auch in Prag, getragen vom tschechischen Kleinbürgertum und radikalen Gruppierungen wie dem Repeal-Club („Repealisten“), zu mehreren Aufständen und Demonstrationen. Die an die Zentralmacht in Wien gestellten Forderungen betrafen die Abschaffung feudaler Lasten, wie Frondienste und Loskauf, die Gleichberechtigung der deutschen und tschechischen Sprache in Schulen, die Reformierung der Lohnarbeit und eine stärkere Autonomie der böhmischen Länder. Am Reichstag von Kremsier versuchte der tschechische Historiker und Politiker František Palacký, Mitglied der österreichischen Volksvertretung, die nationalen Bestrebungen der Tschechen an die Zentralmacht zu vermitteln. Die durch die Regierung Schwarzenberg forcierte Auflösung des Kremsierer Reichstages am 7. März 1849 und die Einführung einer zentralistischen Verfassung hatte einen Abbruch dieser Bemühungen zur Folge und die Nationalitätenfrage blieb aus tschechischer Sicht weiterhin ungelöst. Die grundlegenden Strukturen der tschechischen Nationalbewegung blieben jedoch weiterhin bestehen.

### Österreich-ungarischer Ausgleich und seine Auswirkungen auf die böhmischen Länder
Entgegen den föderalistischen Forderungen von Palacký führte die vom Kaiser instruierte Dezemberverfassung 1867 zu einer wesentlichen Stärkung der deutschen Sprache, obwohl die Gleichstellung aller Landessprachen in Ämtern und im öffentlichen Leben garantiert wurde, was eine eigenständige kulturelle Autonomie und Entwicklung ermöglichen sollte. Das Deutsche blieb dennoch weiterhin die dominante Amtssprache. Demgegenüber stand unter anderem eine Zentralisierung der Universitäten, des Passwesens und infrastruktureller Institutionen, die daraufhin unter der direkten Kontrolle der Wiener Zentralmacht, der Krone standen. Die Vorherrschaft der Deutschen und der Ausgleich mit Ungarn 1867 verlagerte die Stellung der tschechischen Belange ins politische Abseits. Der tschechische Ausgleichsversuch von 1868, die Böhmische Deklaration, galt für die tschechischen politischen Eliten als zentraler Anhaltspunkt im Zuge einer Intensivierung der Autonomiebestrebungen. Unter der Leitung Ladislav Riegers forderten die Tschechen einen Ausgleich im Stile von jenem mit Ungarn, um ebenso als Staatsnation anerkannt zu werden. Diese Initiative scheiterte jedoch. Die parallel zur tschechischen Autonomiebewegung entstandenen Spannungen setzten sich bis 1918 fort.

### Entwicklung von 1897 bis 1914
Graf Kasimir Badeni, österreichischer Ministerpräsident, bemühte sich 1897 um eine verbesserte Stellung des Tschechischen und erließ dazu die Badenische Sprachenverordnung. Die darauffolgende sogenannte Badeni-Krise führte zu gewaltsamen Demonstrationen in Wien und Prag, woraufhin die Regierung zurücktrat. Die Sprachenverordnung wurde 1899 wieder aufgehoben. 1911 wurde der böhmische Landtag aufgelöst und die politischen Kontakte zwischen den Vertretern der Tschechen und Deutschen bzw. zwischen Böhmen und Mähren und der k. k. Zentralmacht in Wien kamen zum Erliegen.

### Erster Weltkrieg
In Folge der hohen Verluste in den tschechischen Regimentern an der Front und auf Grund der abnehmenden Kriegsbegeisterung kam es im April 1915 zur Massendesertionen tschechischer Truppenverbände. Tschechische Nationalisten sahen im Krieg eine zunehmende Annäherung an Deutschland und ein Erstarken des deutschen Nationalismus, der die Tschechen in eine Existenznot bringen würde. So wurde in nationalistischen tschechischen Kreisen bereits in der Mitte des Ersten Weltkriegs eine Zerschlagung der Donaumonarchie durch die Triple Entente erwogen, die eine Unabhängigkeit Tschechiens als Ergebnis haben sollte. Im Falle eines Sieges der Mittelmächte sollte eine Autonomie innerhalb des k. k. Reichsgebietes angestrebt werden. 1916 führte der Tod Kaiser Franz Josephs und die Nachfolge durch Karl I. zu einer vorsichtigen Neuausrichtung. Trotz des Kaiserlichen Manifests vom 16. Oktober 1918, mit dem die österreichische Reichshälfte in einen Bundesstaat mit weitreichender Autonomie für die einzelnen Nationalitäten umgewandelt werden sollte, zerfiel die Monarchie. Am 28. Oktober 1918 wurde der tschecho-slowakische Staat ausgerufen.

## Geschichte von 1918 bis 1992

### Von der Gründung der Tschechoslowakei bis zum Münchner Abkommen

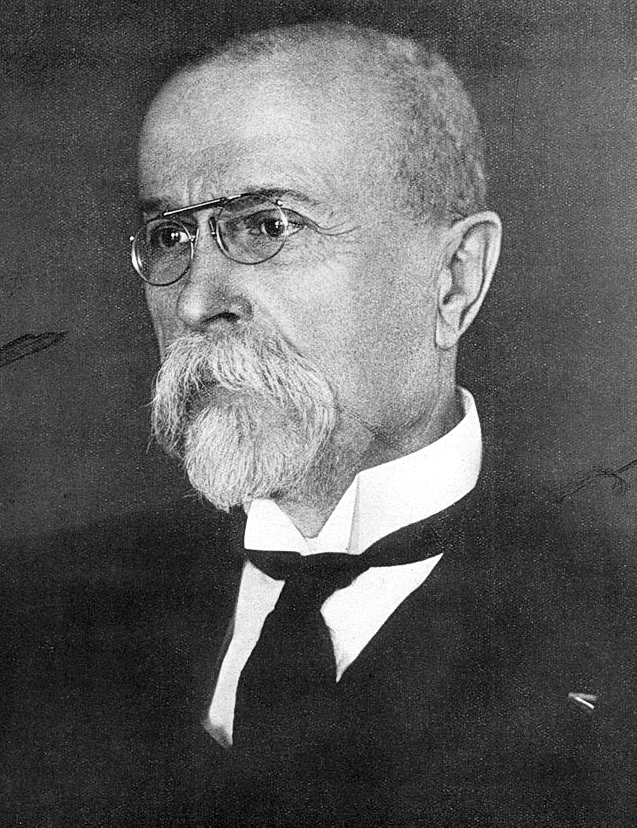
Tomáš Garrigue Masaryk (1925)

Die Anerkennung der Československá republika (ČSR) wurde in den Verträgen von  Saint-Germain und von Trianon niedergeschrieben. Als erster Präsident der neuen Republik wurde der Philosoph Tomáš Garrigue Masaryk gewählt. Durch die 1919 neuen entstandenen Grenzen gab es ökonomische Schwierigkeiten, da wichtige Verkehrsnetze, zum Beispiel die Nordbahn, die in die Tschechoslowakei führte, zerschnitten wurden. Aufgrund der Verriegelung der Grenzen musste Österreich den Zucker aus Ländern wie Kuba und Java importieren, während die Tschechoslowakei in die USA exportierte. Österreich verlegte daraufhin seinen Außenhandel nach West- und Zentraleuropa. So konnte die Tschechoslowakei die wirtschaftlich schweren Jahre überstehen und erhielt sogar einen neuen Aufschwung, der einen Gegenpol zur beträchtlichen Inflation in Österreich und Deutschland darstellte. Die Kronen-Banknoten, die in der Monarchie verwendet worden waren, wurden 1919 abgeschafft und durch die stabile Tschechoslowakische Krone ersetzt.
Im Dezember 1921 unterzeichneten die Tschechoslowakei sowie Österreich den Vertrag von Lana, in dem Neutralität vereinbart wurde, falls einer der Staaten durch einen Drittstaat angegriffen werden würde. Dieser Vertrag verlor jedoch 1927 seine Gültigkeit und wurde bereits 1926 durch einen Schieds- und Versöhnungsvertrag ersetzt.
Der Börsencrash 1929 erreichte die Tschechoslowakei zwar spät, jedoch mit Wirkung. So sank zwischen 1928 und 1932 die Ausfuhr von 21,2 Milliarden Kč auf 7,4 Milliarden ab und erreichte ihren Tiefpunkt 1932 bei 5,8 Milliarden Kč. 1930/1931 kam es wegen Betriebsschließungen zu zahlreichen Massenentlassungen. Durch die Steigerung der Arbeitslosenfürsorgen versuchte man die angespannte Situation im Land zu verbessern.
Man unterschätzte dabei die Verdrossenheit der Sudetendeutschen, die ab dem Jahr 1930 stetig stieg. Bundeskanzler Kurt Schuschnigg versuchte 1936 eine Ergebnisfindung mit der kleinen Entente zu erreichen und dazu neue positive Anstöße in das getrübte tschechoslowakisch-österreichische Verhältnis zu bringen. In den folgenden Jahren baute sich die Sudetendeutsche Partei (SdP) immer weiter aus, bis im März 1938 Adolf Hitler dem Vorsitzenden der Sudetendeutschen Partei Konrad Henlein befahl, der tschechoslowakischen Regierung Forderungen zu stellen, die diese unmöglich erfüllen konnte. So verabschiedete Henlein am 24. April 1938 das Karlsbader Programm, in dem die Gleichberechtigung mit dem tschechischen Volk verlangt wurde.
Im Münchner Abkommen vom 30. September 1938 entschieden Frankreich, Großbritannien, Deutschland und das faschistische Italien, dass die sudetendeutschen Gebiete an das Deutsche Reich abgetreten werden. Die Tschechoslowakei war bei diesem Abkommen nicht beteiligt. Der Einzug der Wehrmacht in die Grenzgebiete erfolgte schon am 1. Oktober 1938, um das Sudetenland zu annektieren.

### Besetzung der Tschechoslowakei und Zweiter Weltkrieg

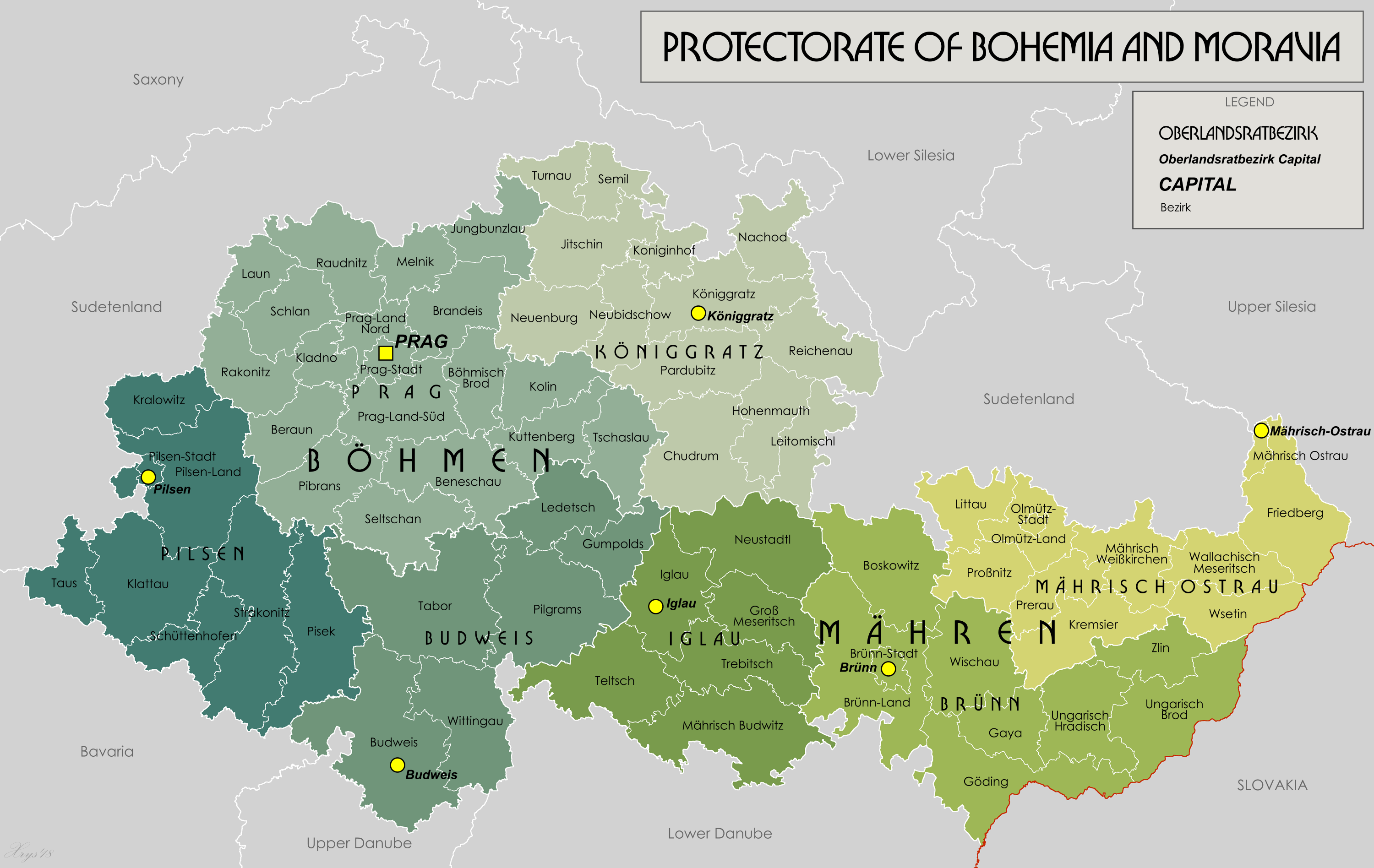
Karte des Protektorats Böhmen und Mähren

Im Jahr 1938 wurde Österreich im Zuge des „Anschlusses“ in das Deutsche Reich eingegliedert. Noch im selben Jahr machten die auf ehemals österreichischem Gebiet errichteten Gaue Oberdonau und Niederdonau im Zuge des Münchner Abkommens bedeutende Gebietsgewinne auf Kosten des Territoriums der Tschechoslowakei. So kamen unter anderem die Städte Znojmo, Mikulov und Břeclav an Niederdonau und wurden fortan von der Gauhauptstadt Krems aus verwaltet. Auch Oberdonau machte mit Český Krumlov Gebietsgewinne. Insgesamt fielen auf diesem Wege über 4.000 km² und circa 350.000 Einwohner an die beiden „österreichischen“ Gaue.
Als im März 1939 das Deutsche Reich das Münchner Abkommen brach und die Tschechoslowakei gänzlich besetzte, wurde die Wehrmacht unter anderem auch von „österreichischen“ Gebieten aus in Marsch gesetzt. Nach der Besetzung hörte die Tschechoslowakei auf zu existieren. Das Territorium wurden fortan als Protektorat Böhmen und Mähren geführt. In der Verwaltung dieses Gebiets wurden neben Deutschen auch Österreicher eingesetzt. Auch waren in der Folge für innerparteiliche Angelegenheiten der NSDAP auf Teilen des Gebiets des Protektorats die Gauleiter von Ober- bzw. Niederdonau zuständig.

### Nachkriegszeit und Kalter Krieg

#### Neubeginn nach dem Krieg
Noch vor dem offiziellen Amtsantritt der Provisorischen Staatsregierung am 27. April 1945 begannen frühere österreichische Diplomaten unter Leitung von Heinrich Wildner am Ballhausplatz die ersten Grundlagen für die Wiedererrichtung eines österreichischen diplomatischen Dienstes zu schaffen. Dieser war zunächst dem Bundeskanzleramt unterstellt; erst 1959 wurde das Außenministerium wieder eigenständig. Zentrales erstes Arbeitsgebiet des auswärtigen Dienstes war das Bemühen um einen Staatsvertrag, der vor allem die Grenzen Österreichs vor dem „Anschluss“ an Nazideutschland bestätigen sollte. Hier gab es unter anderem auch erste Konfliktpunkte mit der Tschechoslowakei, die Grenzveränderungen an Donau und March wünschte.

##### Aufbau bilateraler Beziehungen

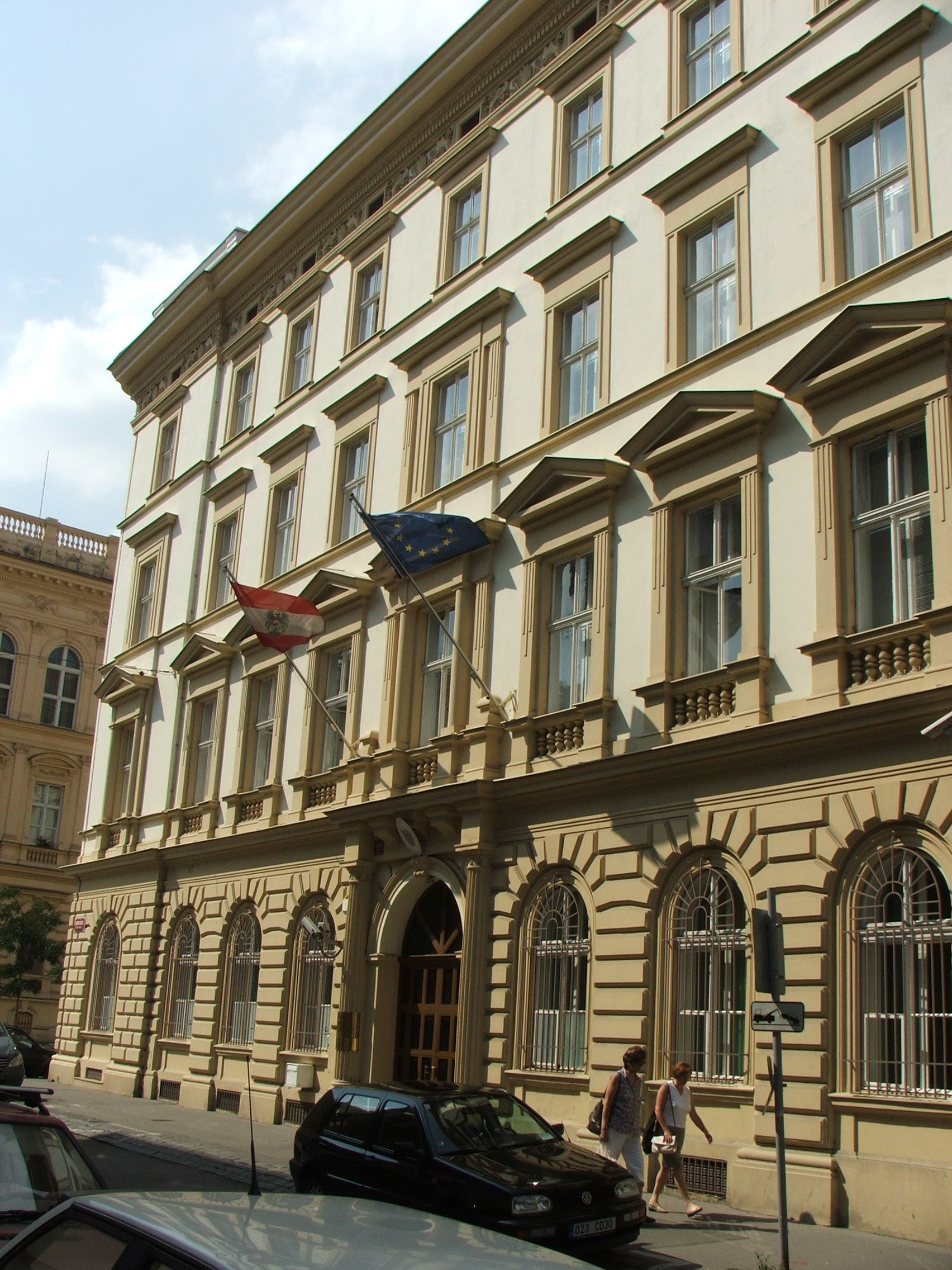
Österreichische Botschaft in Prag

Der letzte österreichische Gesandte vor dem Anschluss, Ferdinand Marek, war 1938 mit seiner Familie in der Tschechoslowakei geblieben und überdauerte den Krieg in Prag. Gleich nach dem Ende des Krieges bekam er vom Prager Nationalausschuss die Zustimmung zur Wiederaufnahme der Tätigkeiten der österreichischen Gesandtschaft in Prag. Doch bereits nach wenigen Tagen wurde Marek von den sowjetischen Truppen unter dem Vorwurf, der Gestapo als Informant gedient zu haben, festgenommen. Er starb 1947 in Haft in Moskau. Nach dem Untergang der Sowjetunion wurde Marek von den russischen Behörden formell rehabilitiert.
Nach der Verhaftung Mareks übernahm Alois Vollgruber die Leitung der Gesandtschaft in Prag, während Friedrich Lenhardt als Beauftragter der „Landesstelle Slowakei“ in Bratislava tätig war. Am 31. Juli 1945 verkündete der österreichische Staatskanzler Karl Renner in einer Sitzung, dass auch die Tschechoslowakei mit František Graf Bořek-Dohalský einen Diplomaten nach Wien entsenden würde. Die bilateralen Beziehungen waren also wenige Monate nach dem Kriegsende offiziell wiederhergestellt.
Als Sitz der österreichischen Gesandtschaft in Prag wurde das bereits in der Ersten Republik dafür genutzte Gebäude in der Straße Jungmannova 9, heute Viktora Huga 10, reaktiviert. Auch in Bratislava wurde der erste provisorische Sitz des Amts an der Privatadresse Friedrich Lenhardts installiert, der mit Paul Meyerberg, Franz Chovanec und Karl Rajnoch an dieser Stelle zusammenarbeitete.
Am 13. November 1945 beschloss der tschechoslowakische Ministerrat die Anerkennung der provisorischen Staatsregierung und den offiziellen Austausch von Diplomaten. Im Dezember 1945 fand der erste offizielle Auslandsbesuch eines österreichischen Regierungsmitglieds in Prag statt. Außenminister Karl Gruber traf auf Staatspräsident Edvard Beneš. Im Zuge dieses Besuchs wurde ein Abkommen unterzeichnet, das die Lieferung von Rohstoffen, Halbfertigwaren und Fertigwaren von Österreich im Gegenzug für Lieferungen von Lebensmitteln und Rohstoffen von der Tschechoslowakei vorsah.
In der Folge wurden die Beziehungen der beiden Staaten unter anderem durch die unterschiedliche ideologische Ausrichtung, die sich herauszukristallisieren begann, belastet. Während sich in Österreich ein Mehrparteiensystem entwickelte, in dem die Kommunisten zunehmend ins Hintertreffen gerieten, wurde in der Tschechoslowakei mit dem Februarumsturz 1948 ein kommunistisches System sowjetischer Prägung installiert.

##### Vertreibung der Sudetendeutschen

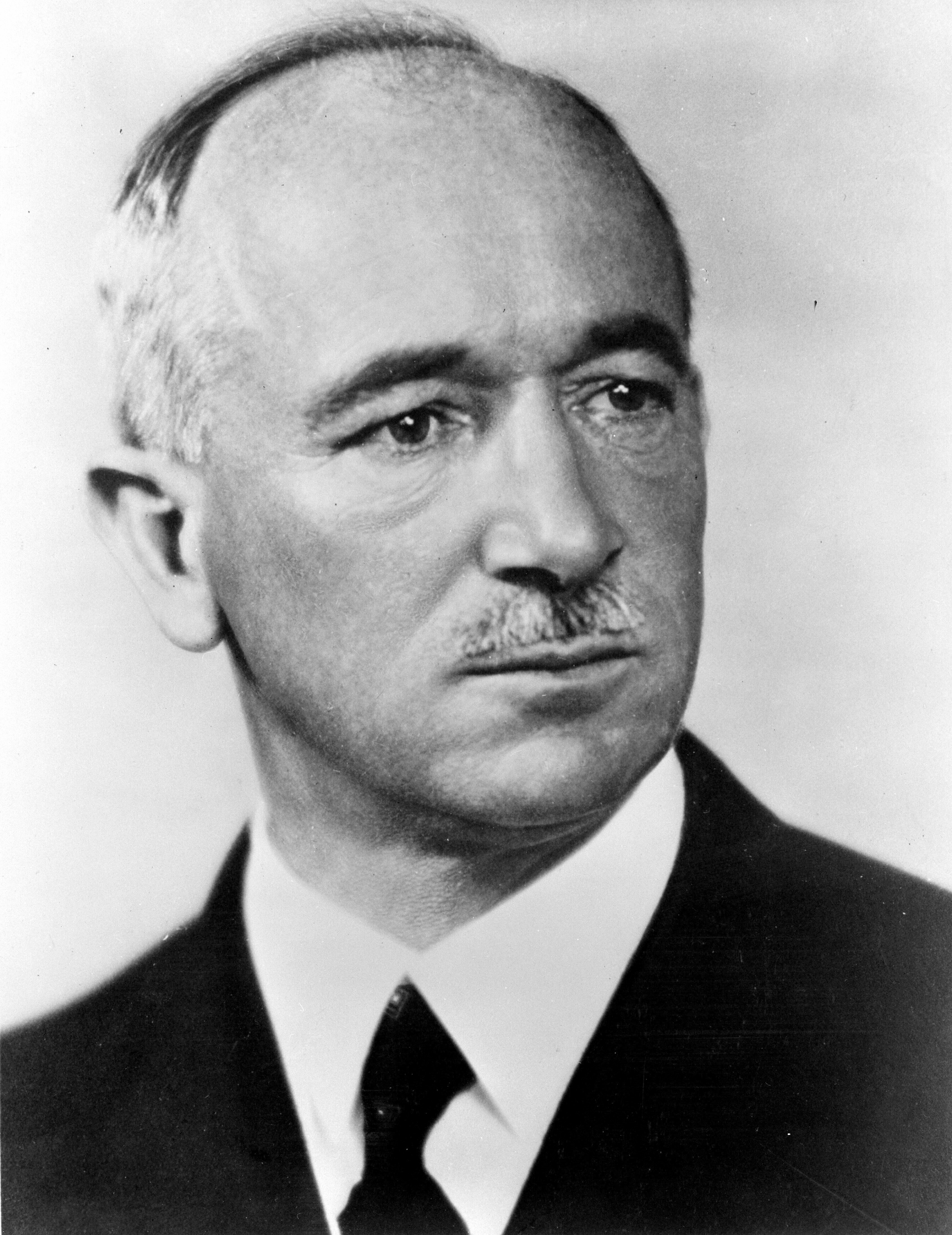
Edvard Beneš

1945 wurden die sogenannten Beneš-Dekrete erlassen. Die Dekrete sollten es ermöglichen, das Vermögen der Deutschen zu konfiszieren, landwirtschaftlichen Besitz zu enteignen, Deutschen die tschechoslowakische Staatsbürgerschaft zu entziehen und schließlich die Internierung dieser Personen in Arbeitslager zu legitimieren. Bis zum Juli 1946 wurden in der Folge etwa 2,5 Millionen Deutsche ausgesiedelt.
Somit waren es vor allem auch pragmatische Gegebenheiten, die veranlassten, eine Vertretungsbehörde Österreichs in der heutigen slowakischen Hauptstadt zu installieren, da man sich der Vertreibung und Enteignung der deutschsprachigen Bevölkerung auf slowakischem Gebiet widmen wollte. Die Beziehungen wurden durch die Vertreibung der Sudetendeutschen aus der Tschechoslowakei weiter belastet, da bis Ende November 1945 130.000 Sudetendeutsche durch die Vertreibung nach Österreich gelangten. Die österreichische Gesandtschaft arbeitete diesbezüglich vor allem daran, österreichische Staatsbürger in der Tschechoslowakei vor den gegen die deutsche Minderheit gerichteten Aktivitäten zu schützen. Dies gelang jedoch nur selten, da die tschechoslowakischen Behörden kaum zwischen deutscher Sprache und österreichischer Nationalität differenzierten. In Österreich baute sich vor allem durch die schlechte Versorgungslage in der Nachkriegszeit Widerstand gegen den Massenzustrom an Vertriebenen auf. Man diskutierte in der österreichischen Regierung sogar, als Gegenmaßnahme ausländische Staatsbürger, insbesondere tschechoslowakische, aus Österreich auszuweisen, um die Notlage zu lindern, wozu es jedoch nicht kam.

##### Territorialforderungen gegen Österreich
Im Sommer 1946 kam eine weitere Problematik hinzu. Erstmals wurden offiziell Wünsche nach Grenzkorrekturen an Österreich herangetragen. Österreich konnte auf diese Forderungen, um keinen Präzedenzfall gegenüber Jugoslawien, das ebenfalls große Gebietsansprüche geltend gemacht hatte, zu schaffen, nicht eingehen. Da durch das Münchner Abkommen 1938 die Bundesländer Niederösterreich und Oberösterreich signifikant nach Norden erweitert worden waren, fielen diese Gebiete nach dem Kriegsende an die Tschechoslowakei zurück. Jedoch forderte die Regierung in Prag weitere Grenzveränderungen. Auf österreichischer Seite verlagerte man sich diesbezüglich auf eine Verzögerungstaktik, in der Hoffnung das Problem durch den Abschluss eines Staatsvertrages mit den Alliierten zu lösen.

##### Wirtschaftsbeziehungen
In dieser Zeit wurde bereits an den zwischenstaatlichen Beziehungen in Bezug auf kulturelle und wirtschaftliche Aspekte gearbeitet, was durch das Herstellen von vertrauensvollen Kontakten in der tschechoslowakischen Politik sowohl unter der Tätigkeit Karl Nedweds als Generalkonsul und seinem Nachfolger Hans Jilek erfolgreich verfolgt wurde. Gleichwohl lässt sich festzuhalten, dass durch die kommunistische Ausrichtung der Tschechoslowakei und der gleichzeitigen westlichen Ausrichtung Österreichs das Handelsvolumen zwischen den Staaten gegenüber der Zeit vor dem Zweiten Weltkrieg stark abnahm. War die Tschechoslowakei 1937 noch Destination für 7,1 % der österreichischen Exporte, so lag dieser Wert 1978 nur noch bei 1,8 %. Bei den Einfuhren veränderte sich das Verhältnis von 11 % 1937 zu 1,5 % im Jahre 1978.

#### Bilaterale Beziehungen bis zum Staatsvertrag 1955
Im Jahr 1947 kam es zur Schließung des Konsulats in Brünn und gleichzeitig zu einer Aufwertung der Pressburger Behörde zu einem Generalkonsulat. Jene Rangerhöhung der österreichischen Vertretung erforderte auch einen Wechsel an oberster Stelle der Behörde. Lenhardt galt als nicht zulässig. Nun sollte ein professioneller Diplomat dieses Amt übernehmen, was mit der Besetzung mit Karl Nedwed realisiert wurde. Weil man aber auf die Kontakte und Erfahrungen des Vorgängers nicht verzichten wollte, wurde Lenhardt als „Stellvertreter des Amtschefs“ eingesetzt. Durch die weiteren Schließungen vieler Auslandsvertretungen anderer Staaten im Zuge der Etablierung des kommunistischen Regimes in der Tschechoslowakei war die österreichische Behörde die einzige Vertretung eines westlichen Landes zwischen 1951 und 1968 auf dem Gebiet der heutigen Slowakei. Vor allem die Berichterstattung stand im Zentrum des Aufgabenfeldes der Behörde: Beispielsweise wurden Informationen über die Lage der katholischen Kirche in der Tschechoslowakei über Wien nach Rom weitergeleitet. Die Vertretung wurde zur Drehscheibe für Informationen in Richtung Westalliierte und Heiliger Stuhl in Rom. Obwohl das Amt in Pressburg dem Amt in Prag unterstellt war, hatte die geographische Nähe zwischen Pressburg und Wien sehr oft zur Folge, dass der Aktenverlauf ohne „Umweg nach Prag“ direkt nach Wien geschickt wurde. Informationen aus Pressburg galten daher als Grundlage der Informationen für Wien, hier herrschte ein direkter Informationsaustausch.

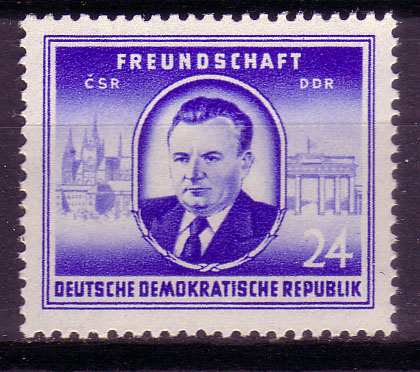
Klement Gottwald auf einer DDR-Briefmarke

Die zunehmende Stalinisierung der Tschechoslowakei, nachdem der Kommunist Klement Gottwald im sogenannten Februarumsturz 1948 Staatspräsident geworden war, ließ die Beziehungen zu Österreich deutlich abkühlen. So wurde beispielsweise der neue Gesandte Österreichs Rudolf Seemann nicht, wie in diplomatischen Kreisen üblich, vom Ministerpräsidenten empfangen, sondern nur von dessen Stellvertreter Anton Vašek. Die Folge war ein Stillstand der Entwicklung der bilateralen Beziehungen. In dieser Zeit war der Kontakt zwischen Österreich und dem slowakischen Teilstaat von mangelndem Interesse der jeweiligen Zentralen geprägt und verblieb daher faktisch in einem ausgewählten Kreis von Personen. Da sich der Aktionsrahmen der österreichischen Vertretung in der Slowakei durch die Machtübernahme des kommunistischen Regimes in der Tschechoslowakei grundlegend veränderte, bestand nun eine der Hauptaufgaben des Generalkonsulats darin, authentische Berichte über die Situation hinter dem Eisernen Vorhang einsehen zu können. Nach der Machtübernahme der Kommunisten kam das Dokumentieren von Informationen im Rahmen der diplomatischen Vertretungen Formen der Spionage gleich, was für die Involvierten Risiken der Ausweisung und Verurteilung mit sich brachte.
Gleichwohl Österreich im Vergleich zu anderen westlichen Ländern wie Großbritannien oder die USA in weniger staatsfeindliche Handlungen von oppositionellen Personengruppen involviert war, spielte Österreich durch dessen Lage als Fluchtroute von sowohl Oppositionellen als auch Diplomaten in den Westen eine essentielle Rolle. In der Folge des ideologischen Konflikts zwischen West und Ost kam es auch zu einer Reduktion der Vertretungsbehörden der demokratischen Länder in der Tschechoslowakei, beispielsweise von Generalkonsulaten der USA. Den österreichischen Behörden und dessen Vertretern wurden zunächst in privaten und protokollarischen Belangen einer anderen Behandlung zuteil, die durch eine freundlichere Atmosphäre geprägt war, beispielsweise bei einem Festbankett im Mai 1949, wo der österreichische Gesandte Rudolf Seemann und auch Karl Nedwed vom Primátor von Pressburg Anton Vasek empfangen wurden.
Zu einem diplomatischen Eklat kam es, als der tschechoslowakische Gesundheitsminister Josef Plojhar im Zuge einer Rede im großen Saal des Wiener Konzerthauses meinte: „Man hat mir diesmal kein Visum für meine Reise gegeben, aber ich bin hier. Man will dem Sozialismus kein Visum für Österreich geben, aber er wird kommen.“ Das österreichische Außenministerium protestierte in der Folge. Der Briefwechsel zwischen Prag und Wien, der folgte, blieb ergebnislos und der österreichische Diplomat Meinrad Falser kam zu dem Schluss, dass ein weiteres Tätigwerden in dieser Agenda völlig zwecklos sei, da man „in hiesigen amtlichen Kreisen den Sinn für Sachlichkeit und internationale Courtoisie verloren hat.“
Im Folgejahr verschärfte sich jedoch die Lage des ideologischen Konflikts entlang der Grenze, Einladungen zu Feierlichkeiten blieben aus. Spannungen zwischen französischen und US-amerikanischen Behörden und der Tschechoslowakei führten dazu, dass der Nachfolger Seemans, Meinrad Falser, angehalten wurde, dem US-Botschafter Informationen über Gewaltmaßnahmen gegenüber den diplomatischen Behörden in der ČSR weiterzuleiten. In Anbetracht der Situation beschloss der österreichische Außenminister Karl Gruber, dem Anliegen nicht zuzustimmen. Ebendiese vorsichtige Haltung der österreichischen Vertretung in der Tschechoslowakei scheint zur Folge gehabt zu haben, dass Österreich nie eine Aufforderung zur Schließung seines Generalkonsulats in Pressburg oder zur Abberufung seiner Vertreter erhielt.
Eine merkliche Verbesserung der Beziehungen ergab sich erst ab 1953, als Josef Stalin und kurz darauf auch Klement Gottwald verstarben. Die neue sowjetische Regierung nahm eine Kurskorrektur in Richtung Westen vor, der auch die neue tschechoslowakische Regierung folgte. Im gleichen Jahr verstarb Generalkonsul Hans Jilek, wodurch Franz Chovanec als interimistischer Leiter besetzt wurde. Da Chovanec jedoch nicht als neuer Generalkonsul ernannt wurde, fehlte es somit einer Repräsentation in Pressburg, wodurch auch die Kontakte reduziert wurden.
Eine Entspannung brachte in jener Phase der ideologischen Neuausrichtung der Tschechoslowakei auch die endgültige Lösung der Territorialfrage durch den Beitritt der Tschechoslowakei zum österreichischen Staatsvertrag am 30. September 1955.

#### Vom Staatsvertrag bis zum Prager Frühling

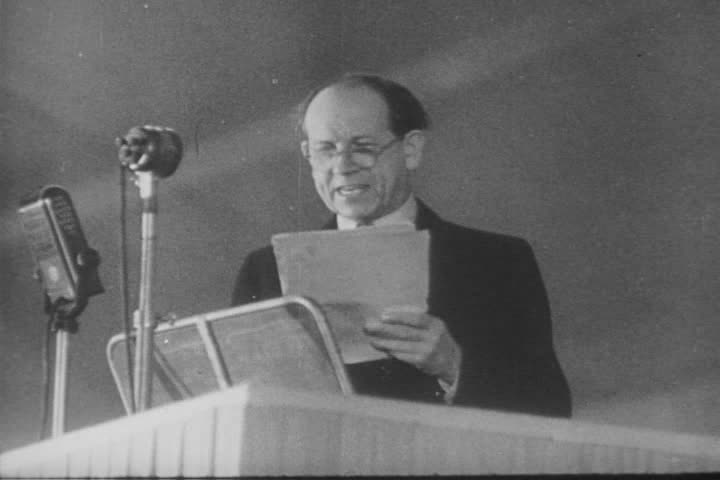
Antonín Zápotocký (1947)

Im Zuge des Staatsvertrages trug auch die Festhaltung der österreichischen Neutralität zur Entspannung der Beziehungen bei, wurde diese doch in der Neujahrsansprache des tschechoslowakischen Präsidenten Antonín Zápotocký im Jahre 1956 positiv erwähnt. Trotzdem kam es gerade in diesem Jahr zu einem schwerwiegenden diplomatischen Zwischenfall. Im Juli 1956 wurde der Wiener Schüler Josef Heinrich an der Staatsgrenze von tschechoslowakischen Grenzsoldaten erschossen. Eine Aufforderung des Bundeskanzlers Julius Raab an die Regierung in Prag, alles zu tun, damit sich ein derartiger Vorfall nicht wiederhole, wurde vom tschechoslowakischen Außenministerium damit quittiert, dass der Schüler selbst schuld sei, weil er versucht habe, die Grenze zu überqueren und den Anweisungen der Grenzsoldaten keine Folge leistete.
Im Jahre 1957 kam es im Zuge der Beerdigung Antonín Zápotockýs zum ersten offiziellen Besuch eines österreichischen Regierungsmitglieds in der Tschechoslowakei seit der Machtübernahme der Kommunisten 1948. Ab 1959 wurde Ernst Krumhaar als neuer diplomatischer Generalkonsul Bratislavas eingesetzt.
1961 wurde Krumhaar zum ersten westlichen Doyen des Konsularkorps in Pressburg seit 1948 ernannt, wodurch man sich mehr Aufmerksamkeit auf österreichische Interessen erhoffte. Krumhaar nahm sich tendenziell auch als Vertreter slowakischer Interessen im kommunistischen Gesamtstaat wahr. Dennoch wurde ein Desinteresse der Wiener Zentrale in puncto aktiver politischer Handlungen in Richtung Slowakei anhand des Aktenverkehrs zu dieser Zeit deutlich, was vor allem darauf zurückgeführt werden kann, dass man Ausgaben sparen wollte.

#### Prager Frühling und Vermögensvertrag

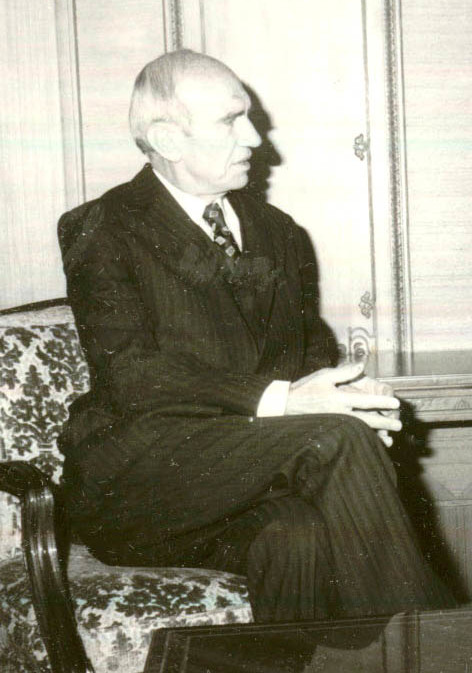
Rudolf Kirchschläger

Ab 1967 war Rudolf Kirchschläger, der spätere österreichische Bundespräsident, Chef der Gesandtschaft in Prag. Er warnte im Zuge der allgemeinen Euphorie über die Reformen im Zuge des Prager Frühlings davor, dass die Entwicklung eine ganz andere Richtung nehmen könnte. Die militärische Intervention der Sowjetunion am 21. August 1968, die dem Prager Frühling ein jähes Ende setzte, wurde von der österreichischen Regierung sehr zurückhaltend kommentiert. Man kann hier annehmen, dass man um gute Beziehungen zu einer der ehemaligen Besatzungsmächte bemüht war. Generell kann man keine substanzielle Beeinträchtigung der Beziehungen der beiden Staaten durch die sowjetische Intervention und dem damit verbundenen Regierungswechsel in der Tschechoslowakei erkennen.
Im Jahr 1974 wurde nach jahrzehntelangen Verhandlungen der Vermögensvertrag abgeschlossen, der die Frage regelte, was mit enteignetem Vermögen österreichischer Staatsbürger auf tschechoslowakischem Staatsgebiet passieren sollte. Es wurde eine Entschädigung für die Enteignungen in Höhe von 1,2 Milliarden Schilling vereinbart. Am 8. Jänner 1975 wurden die diplomatischen Vertretungen der beiden Staaten, die bisher nur den Status von Gesandtschaften gehabt hatten, in den Rang von Botschaften erhoben.

### Von 1989 bis zur Auflösung der Tschechoslowakei

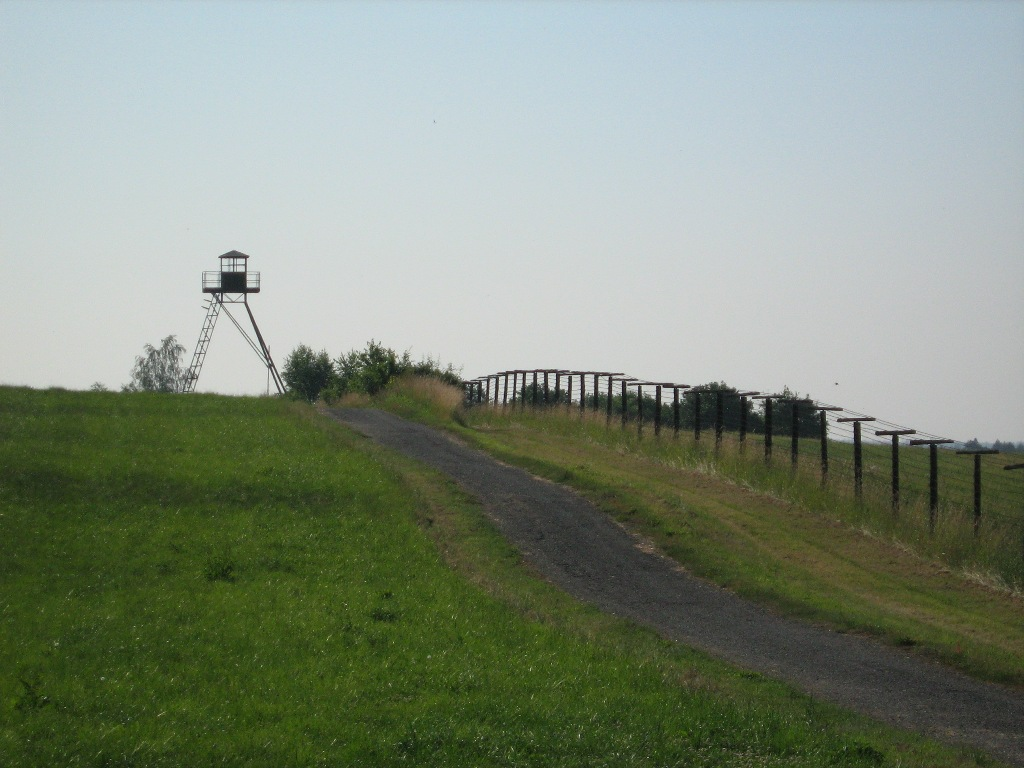
Erhaltenes Stück des Eisernen Vorhangs zwischen Čížov und Hardegg

Im Dezember 1989 wurden die Grenzbefestigungen des Eisernen Vorhangs an der Grenze der Tschechoslowakei zu Österreich abgebaut, nachdem im November desselben Jahres der Systemwechsel vom Kommunismus zur Demokratie in der samtenen Revolution eingeleitet worden war. Die Revolution gilt als Folge der Mangelwirtschaft, die zu diesem Zeitpunkt im Land herrschte. So gab es zum Beispiel einen Mangel an Valuten, so dass eine Strategieänderung verlangt wurde, was den Handel mit dem Westen betraf. Mit der Grenzöffnung genossen die Menschen in der Tschechoslowakei wieder Reisefreiheit. Auch für die österreichisch-tschechischen Beziehungen eröffneten sich neue Möglichkeiten.
Bereits ein Jahr vor der Samtenen Revolution hatte Österreich das Anliegen sich um einen Ausbau des schwierigen bilateralen Verhältnisses zu bemühen. Es konnten in zahlreichen Kontakten humanitäre Anliegen vorangebracht werden. Nach der Samtenen Revolution nahm man sich vor, die Wirtschaft und den Handel an den marktwirtschaftlichen Standard anzupassen. Im März 1992 unterzeichneten Österreich und die Tschechoslowakei einen Vertrag über den freien Handel, der Güter wie Eisen, Stahl, Kohle, Textilien und Kleidung betraf.
Die ersten freien Wahlen in der Tschechoslowakei nach der Samtenen Revolution fanden am 8. Juni 1990 statt. Nach den Wahlen wurden die bilateralen Beziehungen zwischen Österreich und Tschechoslowakei völlig neu geordnet. Politikerbesuche nahmen zu und österreichische Unternehmen investierten in die Nachbarstaaten und wurden zu führenden Partnern der lokalen Wirtschaft. Außerdem entwickelte sich in den 1990er Jahren eine besondere, trilaterale Zusammenarbeit zwischen Österreich, Ungarn und der Slowakei im Raum Wien-Pressburg-Győr, mit dem Ziel den wirtschaftlichen Ausbau weiter auszugestalten. Das Interesse an einem engen Kontakt wurde zunehmend größer, der Kulturaustausch entwickelte sich, Lektoren wurden in das jeweils andere Land entsandt und Ausbildungsmöglichkeiten wurden vermehrt vom Staat finanziert. Österreich wurde neben Deutschland der wichtigste Investor in der Tschechoslowakei.
Am 1. Jänner 1993 wurde die Tschechoslowakei schließlich in zwei unabhängige Staaten, die Tschechische Republik und die Slowakische Republik, aufgeteilt. Österreich unterstütze diverse Transformationen mit Hilfen an die neuen Parteien, Demokratisierungshilfen, Stipendien, Ausbildung von Journalisten und Professorentausch, wobei Bund, Länder, Parteien und private Organisationen daran teilnahmen.